# Saint-Médard-d'Aunis

Saint-Médard-d'Aunis este o comună în departamentul Charente-Maritime, Franța. În 1 ianuarie 2022 avea o populație de 2.367 de locuitori.